# Йохан Петер Хазенклевер
Йохан Петер Хазенклевер (на немски: Johann Peter Hasenclever) е един от най-значимите германски художници на 19 век. Като член на Дюселдорфската живописна школа той е един от основателите на германската жанрова живопис и по този начин проправя пътя на Карл Шпицвег и Вилхелм Буш.

## Биография
Йохан Петер Хазенклевер е роден в Ремшайд, югоизточната част на провинция Северен Рейн-Вестфалия, Германия. Баща му е дребен занаятчия. През 1825 г. започва да учи при Йохан Петер Фасбендер в Ронсдорф, който поощрява таланта на петнадесетгодишното момче. Хазенклевер рисува два портрета на семейство Фасбендер. По желание на родителите си на 16 години започва да следва архитектура в Дюселдорфската художествена академия, но една година по-късно решава да следва сърцето си и постъпва в класа на Вилхелм фон Шадов. Хазенклевер следва един реалистичен начин на изобразяване, което влиза в разрез с господстващите схващания в академията, вследствие на което художникът напуска училището две години по-късно, след като Шадов изразява ясно съмненията си в таланта му. Хазенклевер се завръща в Ремшайд, където рисува портрети. Едва през 1836 г. той прави втори опит и посещава школата на Теодор Хилдебрандт, който, вдъхновен от нидерландското изкуство на 17 век, се осмелява да изобразява в картините си жанрови сцени, т.е. сцени от ежедневния живот. По това време жанровата живопис е непозната територия в Германия. По-късно самият Шадов признава таланта на Хазенклевер и го окуражава да следва собствената си линия.
В голямоформатните си картини обаче Хазенклевер все още се придържа към академичните традиции, като картините му са с по-гладки мазки. Илюстрирането на сатиричната книга на Карл Арнолд Кортум „Йобсиада“ ускорява скъсването му с академизма и допринася през 1838 г. за временното му преместване в Мюнхен. Забелязват се нови тенденции, които са видни в трите варианта на картината „Йобс като учител“. Дори хумористичните детайли в тази картина не могат да скрият критиката към отживялата феодална образователна система.
За кратко време той създава повече от двадесет картини с маслени бои по сатиричната история за вечния студент Йеронимус Йобс, който следва теология, а завършва живота си като нощен пазач. Баварският крал Лудвиг I откупува една от картините: „Йобс пред изпитната комисия“. Създаденият около 1844 г. ескиз с маслени бои „Йобс като студент“ разкрива не само влиянието на Хогарт и Роуландсън, т.е. на английската школа, но и подчертава приноса на Хазенклевер за създаването на живопис, която моделира изображенията посредством цвета.
С нарисуваните през 1835 маслени ескизи „Урок по танци“ и „Деца играят хоро“ художникът става един от основателите на ранния немски пленеризъм. Интериорът на „Урок по танци“ показва колко важно за Хазенклевер е било изследването на взаимодействието между светлина и сянка, което намира своя връх в творчеството на Едгар Дега. Що се отнася до „Деца играят хоро“ художникът показва колко вглъбено играят децата, което ги приближава до света на възрастните. Ескизът е нарисуван с едно съвсем светло бяло, с едно леко и приглушено синьо и с виолетови сенки по дрехите на децата. Цветовете са нанесени свободно и водят погледа на зрителя към хоризонта.
Много показателна за развитието на художника е една на пръв поглед незабележителна картина: „Сцена в ателието“, рисувана през 1836.
Всички предмети в нея като че ли имат символичен смисъл. Тази относително малка картина не само самоиронично показва живота на младите художници. На заден план се вижда гърба на една нарисувана в академичен стил картина, която отразява отношението на художника към академизма, затова е и обърната със задната си част към зрителя. Двама от персонажите със своите пози пародират високоценената от академиците скулптура на древния фехтовач, която се вижда вляво. Самият Хазенклевер се е нарисувал, влачейки една кукла-модел, иронизирайки по този начин един любим учебен похват на академиците. Освен себе си е нарисувал и други именити по онова време художници от Дюселдорфската школа. Тази картина може напълно да се причисли към ранния период на пленеризма на Хазенклевер.
За Мюнхен Хазенклевер заминава с братята Прайер. По-късно Хазенклевер рисува Йохан Вилхелм Прайер (1803 – 1889), самият той художник, в ателието му.
Когато Хазенклевер се завръща отново в Дюселдорф, той е вече известен. През 1843 г. е приет за редовен член на Берлинската академия на изкуствата. Живописната му техника вече е достигнала едно зряло ниво. Той не се ограничава само в документално предаване на сцени от всекидневието, но се стреми да разобличава чрез картините си големите и малките недостатъци на гражданите от времето на Бидермайер.
Хазенклевер взема участие в политическото движение „Формерц“ (Vormärz) и е един от първите художници в Германия, чието изкуство е социално ангажирано. Той става член на антиакадемичното сдружение „Кригник“ (Crignic), което по-късно дава началото на „Малкастен“ (Malkasten), а от 1847 г. сътрудничи на списание „Дюселдорфски месечник“. Когато през 1848 г. избухва революцията, Хазенклевер се застъпва като заместник командир на взвод за една демократична гвардия от граждани. Тази гвардия обаче се сторила на главния кмет по това време твърде съмнителна и той наредил тя да бъде следена. През същата година се създава „Малкастен“, сдружение на всички демократично настроени творци в Дюселдорф. След периода на реставрация след Мартенската революция от 1848 г., когато буржоазията сключва съюз с монархията и юнкерството, голяма част от преди това политически ангажираните художници избират за картините си неутрални сюжети. Дори Адолф Менцел не довършва картината си за убитите през Мартенската революция. За разлика от тях Хазенклевер много ясно се дистанцира от спазарения компромис между монархията и буржоазията.
За да омаловажат донякъде неговата социална ангажираност, някои изкуствоведи принизяват творчеството му само до хумористично изобразяване на слабостите на филистерите. Готфрид Келер назовава Хазенклевер „придворен художник на виното, на градския бит и на хумора.“ За други негови съвременници той „пресъздава проникновено интериорни сцени с компании“, и е поразвеселен от виното хуморист“, като последното определение е използвано с пренебрежение.
Изкуствоведите смятат картината на Хазенклевер „Работници и Градския съвет“ за най-важната му творба. Съвременната критика адмирира картината, която има няколко редакции, като въплъщение на революционното самосъзнание на работниците. Една въображаема линия, която се проектира от прозореца, разделя групата на работниците и на общинските съветници. Картината е вдъхновена от демонстрация на безработни работници на 9 октомври 1848 в Дюселдорф, които идват с петиция в заседаващия непрекъснато Градски съвет. Нахлулите в помещението работници, сравнени с плахото отдръпване на съветниците, дава материал за психологически анализ на персонажите. Групата на работниците се доминира от водача. Един от работниците сочи разбунтувалата се тълпа навън на площада. Това не е конкретният площад на Дюселдорф със статуята на провинциалния княз, а просто един площад, като по този начин се постига обобщаване на ситуацията. Художникът е избрал символичната фигура на Свети Георги, който убива дракона. Демонстрантите забиват върху статуята на свети Георги знаме с черно, червено и жълто, символ на жадуваното обединение на немците. До паметника един работник развява червеното знаме на пролетариата. Когато поетът Фердинанд Фрайлихграт бяга в Англия от гоненията, той взема картината със себе си.
Картината е изложена в Лондон през 1851, през 1852 в Манчестър, а вероятно с посредничеството на Карл Маркс през 1853 в Кристал Палас в Ню Йорк. След като е смятана повече от един век за загубена, картината се появява в средата на седемдесетте години на 20 век на американския пазар на картини и бива закупена за Дюселдорфския Художествен музей. За възвръщане на интереса към картината изиграва роля една публикация през 1964 г. в ГДР. Така постепенно Хазенклевер намира своето място в историята на изкуството.
На върха на своите творчески сили, доказал принадлежността си към демократичните сили дори в периода на реставрацията, художникът умира от тиф в Дюселдорф на 16 декември 1853 г.

## Творби /извадка/
- Сцена в ателието, 1836, Музеят „Кунстпалас“, Дрезден
- Деца играят хоро, 1836, Музеят „Фон дер Хайдт“, Вупертал
- Йеронимус Йобс пред изпитната комисия, 1840, Баварска държавна колекция „Новата пинакотека“
- Дегустация на вино, 1843, частна колекция
- Читалнята, 1843, Градски музей Ремшайд
- Йеронимус Йобс като учител, 1846, Музеят на изобразителното изкуство Лайпциг
- Работници и Градският съвет, 1848/1849, Бергишес Музеум шлос Бург ан дер Вупер, Солинген
- Работници и Градският съвет, 1849, втора редакция, Музеят „Кунстпалас“, Дюселдорф
- 80-и рожден ден, 1849, частна колекция, Ремшайд
- Йеронимус Йобс пред изпитната комисия, 1851, втора редакция, Музеят на изобразителното изкуство Лайпциг
- Йеронимус Йобс като нощен пазач, 1852, Музеят на изобразителното изкуство Лайпциг
- Първият учебен ден, 1852, частна колекция, Дюселдорф